# Viktor Rönneklev
Viktor Johan Anders Rönneklev (Jönköping, 16 agosto 1982) è un ex calciatore svedese, di ruolo difensore.

## Carriera
Il suo debutto a livello senior è avvenuto nel 2001 con l'Husqvarna, squadra dell'omonima area urbana della città di Jönköping.
Nel 2004 si è trasferito all'IFK Norrköping, che all'epoca militava in seconda serie. Arrivato come centrocampista, è stato adattato a terzino dall'allenatore Mats Jingblad. Nel campionato 2007 la squadra ha vinto il campionato ed è stata promossa, con Rönneklev titolare in tutti e 30 gli incontri di quella stagione. La Allsvenskan 2008 ha segnato di fatto il debutto di Rönneklev nel massimo campionato svedese, tuttavia la squadra è tornata in Superettan dopo un solo anno. Per ritrovare l'IFK Norrköping e Rönneklev in Allsvenskan occorre aspettare il 2011, ma il difensore ha avuto modo di giocare solo 5 partite (di cui 2 da titolare) in una stagione condizionata dagli infortuni.
Nel dicembre 2011 è stato ufficializzato il suo ritorno nella città natale, con il contratto biennale da parte dello Jönköpings Södra. Al termine della stagione 2015 ha prolungato di un altro anno il suo contratto, con la squadra che si apprestava a disputare il campionato Allsvenskan dopo 46 anni dall'ultima volta. Si è ritirato una volta terminata l'Allsvenskan 2016, che ha visto lo Jönköpings Södra conquistare la salvezza.